# VIe corps (armée de l'Union)
Le VIe corps (Sixième corps d'armée) est un corps d'armée de l'armée de l'Union pendant la guerre de Sécession.

## Formation
Le corps est organisé en tant que sixième corps provisoire le 18 mai 1862, en réunissant la division du major général William B. Franklin, qui vient tout juste d'arriver dans la péninsule de Virginie, avec la division du major général William F. Smith, qui est retirée du IV Corps à cette fin. Cet arrangement provisoire après avoir été sanctionné par le département de la Guerre, le commandement reçoit sa désignation permanente en tant que VIe corps de l'armée du Potomac. Franklin est nommé commandant du corps d'armée, et Henry W. Slocum prend le commandement de la division de Franklin. Le 20 juin 1862, le corps compte 24 911 présents et absents, avec 19 405 présents pour le service, équipés ; l'artillerie du corps compte 40 canons.

## 1862
Lors de la bataille de Gaines' Mill au cours de la bataille des sept jours, la division de Slocum est envoyée appuyer le major général Fitz John Porter et est vivement engagée, perdant 2 021 hommes sur les 8 000 présents. La brigade du Vermont de la (2e) division de Smith prend un rôle de premier plan dans les combats de Savage's Station, le 5th Vermont perdant 209 hommes lors de cette action. Le corps combat à d'autres points, pendant la bataille des sept jours, mais à Malvern Hill, il est gardé en réserve. Lors de la seconde bataille de Bull Run , il est partiellement engagé, la première brigade du New Jersey de la (1ère) division de Slocum ayant un combat acharné le 27 août, à Bull Run Bridge, dans lequel elle perd 339 tués, blessés et disparus, le brigadier général George W. Taylor, le commandant de la brigade, étant blessé mortellement.
Dans la campagne du Maryland, la division de Slocum réussit à charger le flanc de South Mountain, à Crampton's Gap, délogeant l'ennemi d'une solide position ; les pertes de Slocum s'élèvent à 533 (113 tués, 418 blessés, 2 disparus). Le corps est de nouveau sous le feu à Antietam, mais n'est que partiellement engagé ; la 3rd brigade (colonel William H. Irwin) de la division de Smith prend une part active ; cependant, le 7th Maine et 20th New York subissent de lourdes pertes.
Des changements importants dans le corps prennent lieu maintenant. Il reçoit un précieux renfort par le transfert de la division du major général Darius N. Couch du IVe corps, qui maintenant est devenu la 3rd division du VIe corps, avec le major général John Newton à son commandement. Le général Franklin est promu au commandement de la grande division de gauche, les VIe et Ier corps, et le général Smith prend le commandement du corps d'armée. Le général Slocum est promu au commandement du XIIe corps, et le major général William T. H. Brooks succède à Slocum au commandement de la 1st division, tandis que le brigadier général Albion P. Howe prend le commandement de la (2ème) division de Smith.

## 1863
À Fredericksburg, le 13 décembre 1862, seulement quelques régiments du corps sont engagés, même si tous sont soumis à de forts tirs d'artillerie. Mais le corps est engagé sur le même champ, le 3 mai 1863, dans une action qui le rend célèbre avec un éclat du tableau de rapidité et d'audace.
Jusqu'à ce point, l'ensemble du corps ne s'est jamais battu dans un engagement majeur dans son ensemble, seulement des parties ont participé à des batailles sur la Péninsule et à Antietam. Sa chance vient enfin quand le major général Joseph Hooker prend le commandement de l'armée du Potomac à Chancellorsville, il quitte le VI Corps en face de la ville de Fredericksburg, qui est encore tenue par une forte force de l'ennemi. Le major général John Sedgwick, qui lui succède au commandement du corps, ordonne un assaut sur Marye's Heights, et cette position forte qui a défié les assauts de la précédente bataille, est désormais prise par le VIe corps à la pointe de la baïonnette. Les divisions de Newton et Howe sont celles engagées avec la division légère du colonel Hiram Burnham. La (1st) division de Brooks est engagée plus tard dans la journée, à Salem Church. Le corps perd dans cette bataille 4 589 hommes (485 tués, 2 619 blessés, 1 485 disparus). Les disparus sont, pour la plupart, perdus lors de l'action à Salem Church. La veille de cette bataille, les registres du corps comptabilisent une force de 23 730 présents pour le service, dont moins de 20 000 sont présents lors de l'action. La division légère est démantelée après la bataille, ses régiments étant affectés à d'autres divisions.
Lors de la campagne de Gettysburg, les divisions sont commandées par les généraux Horatio G. Wright, Howe, et Newton. Après l'installation du camp à Manchester, dans le Maryland, le 1er juillet 1863, elles marchent sur 59 kilomètres (37 miles) en environ 17 heures pour atteindre Gettysburg l'après-midi du 2 juillet 1863. La 1st division se déploie et participe à l'action à Little Round Top et dans le champ de blé. En dépit d'être le plus grand corps de l'armée de l'Union à l'époque (16 000 hommes), le VIe corps est essentiellement mis en réserve à l'est de Gettysburg. Il ne reste pas en tant qu'unité constituée au cours des deuxième et troisième jours de la bataille, ses brigades sont dispersées pour boucher les trous dans les lignes.
Le 2 juillet, la brigade du brigadier général Alexander Shaler est envoyée dans une action de soutien du XIIe corps sur le flanc droit ; plusieurs pertes surviennent aussi dans les brigades des brigadiers généraux Henry L. Eustis et Frank Wheaton de la division de Newton sur la gauche. La brigade de Wheaton contribue à la stabilisation du flanc en fin de journée. Newton quitte le corps, étant affecté au commandement du Ier corps, après la mort de John F. Reynolds le premier jour de la bataille. Wheaton commande la troisième division pendant le reste de la bataille.
Lors de la poursuite de l'armée de Robert E. Lee après Gettysburg, la brigade du Vermont est engagée à Funkstown, dans le Maryland, où cette seule brigade, étirée sur une ligne d'escarmouche de plus d'un kilomètre six cents de longueur, seul et sans aide, repousse une attaque sérieuse d'une force nettement supérieure, qui en colonne massée charge de cette ligne d'escarmouche à plusieurs reprises. Les Vermonters soutiennent l'attaque, mais avec de légères pertes, car ils occupent une forte position naturelle.
De retour en Virginie, le corps participe à la campagne de Bristoe. Le 7 novembre 1863, à Rappahannock Station, il lance avec succès un assaut sur les retranchements ennemis. Le 6th Maine et le 5th Wisconsin se distinguent particulièrement lors de cette action, conduisant à la prise d'assaut et la capture des ouvrages à la baïonnette. C'est un succès qui permet non seulement une victoire, mais aussi la capture d'un grand nombre de prisonniers, d'armes de petit calibre, d'artillerie et des drapeaux de guerre de la division du major-général Jubal Early.
Lors de la campagne de Mine Run, les divisions sont commandées par les généraux Wright, Howe, et Henry D. Terry, mais ne participent pas aux actions. Le corps prend ses quartiers d'hiver à Brandy Station.

## 1864
Lors de la réorganisation de l'armée, en mars 1864, plusieurs modifications sont apportées. La 3rd division est démantelée, la brigade de Shaler est transférée dans la (1st) division d'Horatio G. Wright, alors que les brigades de Henry L. Eustis et de Wheaton sont placées dans la 2nd division, son commandement étant donné au général George W. Getty, qui a servi comme commandant de division du IXe corps, et, aussi, dans le VIIe corps , au siège de Suffolk.
La place du 3rd division est comblée avec la 3rd division du III Corps, ce corps ayant été démantelé ; le commandement de cette division est donné au major général James B. Ricketts.
Le corps contient désormais 49 régiments d'infanterie, une brigade d'artillerie composée de 8 batteries d'artillerie légère (48 canons), et d'un bataillon de l'artillerie lourde, agissant en qualité d'infanterie ; comptabilisant en tout 24 163 présents pour le service, équipés.

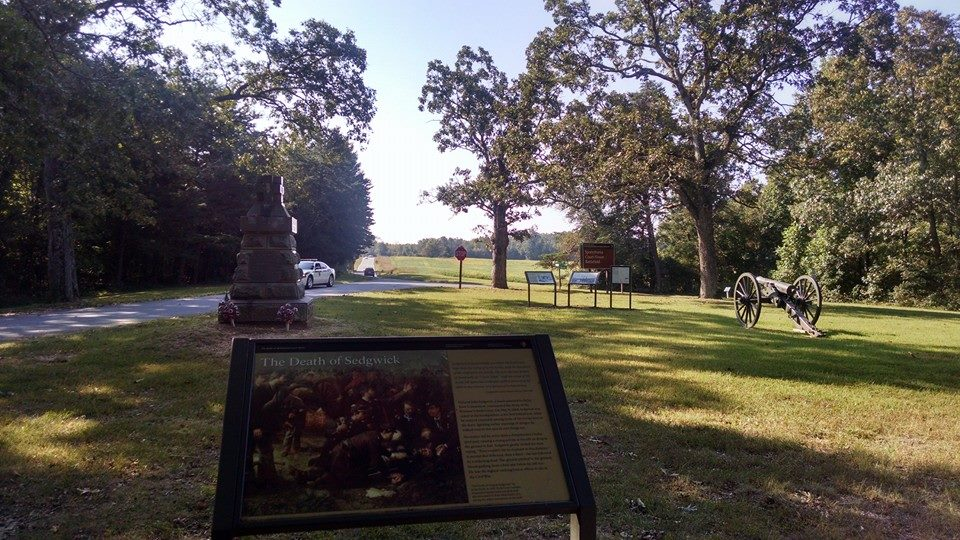
Un Monument pour commémorer la mort du général John Sedgwick, commandant le VIe corps de l'armée de l'Union de la guerre de Sécession, dans le parc militaire national de Spotsylvania, Virginie, États-Unis.

Lors des batailles de la Wilderness et de Spotsylvania de la campagne de l'Overland, le VI Corps voit les combats les plus durs de son expérience. À la Wilderness, la brigade du Vermont de la division de Getty perd à 1 232 hommes sur les 2 800 hommes qui traversent la rivière Rapidan le jour précédent. À Spotsylvania, la brigade de Jersey de la division de Wright est engagée dans une lutte mortelle, le pourcentage de tués dans le 15th New Jersey étant égal en une fois au cours de toute la guerre. Le général Sedgwick est tué par un tir de sniper à Spotsylvania le 9 mai, ce qui cause une grande détresse parmi les soldats du corps, qui aiment et admirent leur « Oncle John ». Le général Wright succède au commandement du corps d'armée, le brigadier général David A. Russell succède à Wright au commandement de la 1st division. Le 10 mai, le colonel Emory Upton mène un groupe d'assaut de douze régiments sélectionnés dans le VIe corps ; ils emportent les ouvrages confédérés à « Mule Shoe » après un combat au corps à corps, dans lequel les blessures de baïonnette sont librement données et reçues. Le 12 mai, le corps entier participe au « Bloody Angle », où les combats sont parmi les plus proches et les plus meurtriers de toute la guerre de Sécession. Les blessés du corps à la Wilderness sont de 5 035 (719 tués, 3 660 blessés, 656 disparus) ; et à Spotsylvania 4 042 (688 tués, de 2 820 blessés, 534 disparus).
Dans l'assaut à Cold Harbor, le 1er juin 1864, le corps subit d'autres pertes sévères de 2 715 tués ou blessés. Accompagnant l'armée à Petersburg, il participe aux opérations préliminaires secondaires pour l'investissement de ce bastion. Mais son sursis est de courte durée. L'invasion du Maryland du lieutenant général Jubal A. Early nécessite un transfert de troupes pour l'affronter, et le VIe corps est choisi pour cette opération lors des campagnes de la vallée de 1864. Le 6 juillet, la (3e) division de Ricketts embarque à City Point, et, débarque à Baltimore, le 8 juillet, marche à la rencontre d'Early. Cette division prend part à la bataille de Monocacy le jour suivant, et, bien qu'incapable de vaincre Early, bloque son avancée sur Washington, DC, en donnant le temps aux défenses de s'organiser. Les deux autres divisions embarquent le 10 juillet et, débarquent à Washington, et attaquent Early, dont l'avancée a atteint fort Stevens, aux limites de la ville. Le poids de ce combat est tombé sur le groupe de la (3rd) brigade du brigadier général Daniel D. Bidwell, de la (2nd) division de Getty, chacun des commandants de régiment de cette brigade, sauf un, étant tués ou blessés.
Le corps continue la poursuite de Early dans le Maryland, en Virginie, puis continue vers le haut de la vallée de la Shenandoah. Le major général Philip Sheridan est placé au commandement de l'armée de la Shenandoah, qui est composée des VI, VIII et XIX corps, et sa campagne dans la vallée est mémorable en raison des victoires lors de la troisième bataille de Winchester, à Fisher's Hill et Cedar Creek. Dans la dernière bataille se produisit le fameux incident de la chevauchée de Sheridan de Winchester, suivi d'une défaite dont Early ne se remet jamais. La division de Getty se distingue à Cedar Creek, empêchant les attaques ennemies longtemps après que d'autres unités se soient retirées. Le général Russell est tué lors de la troisième bataille de Winchester, et le général Bidwell à Cedar Creek. Les pertes du corps à l'Opequon s'élèvent à 1 699 hommes (211 tués, 1 442 blessés, 46 disparus). À Cedar Creek, il perd 2 126 hommes (298 tués, 1 628 blessés, 200 disparus). Les pertes totales lors de la campagne de la Shenandoah, du 22 août au 20 octobre, sont de 4 899 hommes sur les 12 615 présents pour le service, en août. Le général Wheaton succède à Russell, tandis que le brigadier général Truman Seymour est affecté au commandement de la 3rd division, à la place du général Ricketts, qui a été grièvement blessé à Cedar Creek.

## 1865
En décembre 1864, le VIe corps retourne dans l'armée du Potomac dans les tranchées de Petersburg, construit ses quartiers d'hiver, et se place en position près du chemin de fer de Weldon. Le 2 avril 1865, le corps est affecté à une partie éminente et importante de l'assaut final sur les fortifications de Petersburg. Puis survient la poursuite des vétérans de Lee en retraite lors de la campagne d'Appomattox, au cours de laquelle le corps combat à Sayler s Creek. Cette dernière bataille pour le VIe corps est marquée par les mêmes caractéristiques qui ont si largement caractérisé en tous ses combats : combats rapides et durs (en partie à la baïonnette), la victoire, et grandes captures de prisonniers, de drapeaux, d'armes et de matériel. Une attaque confédérée contre le corps alors qu'il traverse le ruisseau est repoussée avec l'appui de l'artillerie, et la contre-attaque brise la ligne du lieutenant général Richard S. Ewell. Ewell et George Washington Custis Lee, le fils aîné de Robert E. Lee, sont parmi les prisonniers faits par les forces fédérales. Le major-général George Washington Custis Lee est capturé sur le champ de bataille par le soldat David Dunnels White du 37th Massachusetts Regiment.
Le VIe corps est dissout le 28 juin 1865.

## Historique des commandants
| William B. Franklin | 18 mai - 16 novembre 1862          |
| William F. Smith    | 16 novembre 1862 - 25 janvier 1863 |
| John Newton         | 25 janvier - 5 février 1863        |
| John Sedgwick       | 5 février 1863 - 6 avril 1864      |
| James B. Ricketts   | 6 - 13 avril 1864                  |
| John Sedgwick       | 13 avril - 9 mai 1864              |
| Horatio G. Wright   | 9 mai - 8 juillet 1864             |
| * Horatio G. Wright | 6 août - 16 octobre 1864           |
| * James B. Ricketts | 16 - 19 octobre 1864               |
| * George W. Getty   | 19 - 19 octobre 1864               |
| * Horatio G. Wright | 19 octobre - 6 décembre 1864       |
| Horatio G. Wright   | 6 décembre 1864 - 16 janvier 1865  |
| George W. Getty     | 16 janvier - 11 février 1865       |
| Horatio G. Wright   | 11 février - 28 juin 1865          |

- Corps affecté à l'armée de la Shenandoah ; d'autres entrées de l'armée du Potomac